# Thomas G. Jones

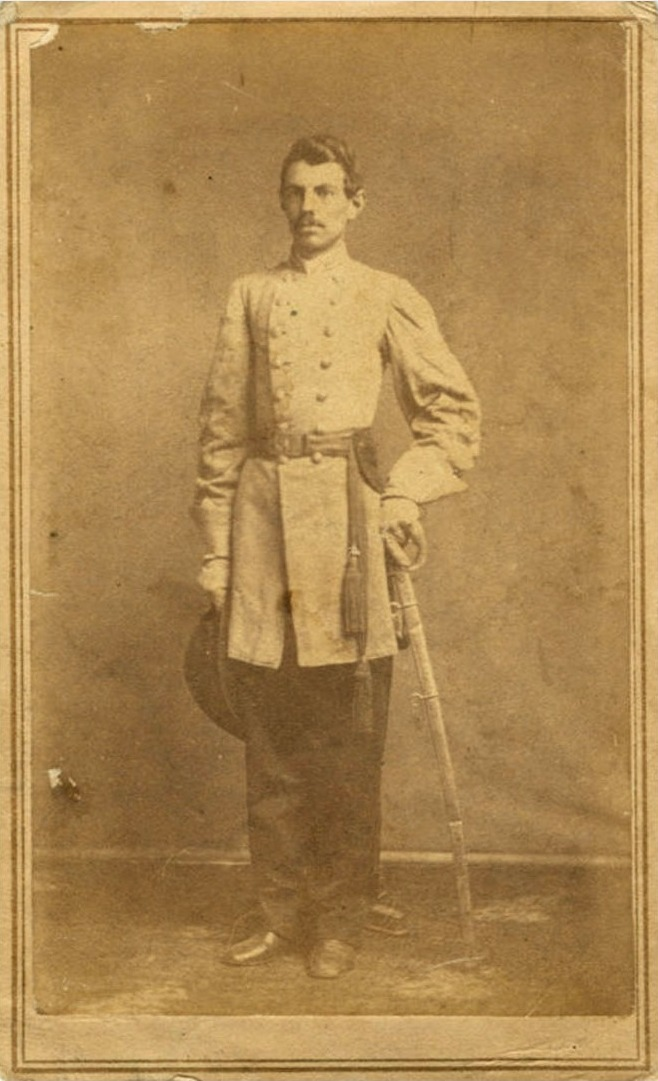
Thomas G. Jones

Thomas Goode Jones (* 26. November 1844 in Macon, Georgia; † 28. April 1914 in Montgomery, Alabama) war ein US-amerikanischer Jurist und Politiker (Demokratische Partei). Er fungierte als der 28. Gouverneur von Alabama.

## Frühe Jahre und politischer Aufstieg
Seine Eltern waren Samuel Goode Jones und Martha Ward Goode. Die Familie zog 1850 mit ihm und seinen Geschwistern nach Montgomery in Alabama. Er besuchte Privatschulen und ab 1859 oder 1860 das Virginia Military Institute; jedoch verließ er die Schule, um nach dem Ausbruch des Bürgerkrieges dem Heer der Konföderation beizutreten. Jones hatte eine erlesene militärische Laufbahn, kämpfte in bekannten Schlachten und wurde viermal verwundet. Er dient als Stabsoffizier in der Armee von Robert E. Lee. Nach dem Krieg studierte Jones Jura und bekam 1868 seine Zulassung als Anwalt. Ferner war er im selben Jahr Redakteur der Montgomery Daily Piqayune und wurde Berichterstatter für den Supreme Court. Jones setzte seine militärische Karriere nach dem Krieg fort, als er 1876 zum Captain der Montgomery Greys ernannt wurde. Später wurde er zum Colonel befördert und diente von 1880 bis 1890 bei den Alabama State Troops. Er kommandierte die Truppen bei allen ernsthaften Ausschreitungen. Jones’ politische Karriere begann als Stadtrat von Montgomery, eine Tätigkeit, die er zwischen 1868 und 1884 innehatte. Von 1884 bis 1888 saß er im Repräsentantenhaus von Alabama, dessen Speaker er zwischen 1886 und 1888 war.

## Gouverneur von Alabama
Am 4. August 1890 wurde Jones mit 76:23 Prozent der Stimmen gegen den Republikaner Benjamin M. Long zum 28. Gouverneur von Alabama gewählt und am 1. Dezember 1890 vereidigt. Er wurde 1892 für weitere zwei Jahre wiedergewählt. Während seiner Amtszeit wurde das Alabama Polytechnic Institute zu einer gemischten Schule, die University of Alabama eröffnete einige Klassen für Frauen, die Bezirkslandwirtschaftsschulen (District Agricultural Schools) wurden in Athens sowie in Evergreen gegründet, und in Talladega wurde die Alabama School for Negro Deaf Mutes and Blind eröffnet. Jones verließ am 1. Dezember 1894 sein Amt.

## Weiterer Lebenslauf
Er hatte 1896 den Vorsitz bei der State Sound Money Convention in Indianapolis und 1901 wurde er zum Vorsitzenden der Alabama Bar Association gewählt. Ferner ernannte ihn Präsident Theodore Roosevelt 1901 zum Richter am Bundesbezirksgericht für den nördlichen und den mittleren Distrikt von Alabama. Jones verstarb am 28. April 1914 in Montgomery und wurde auf dem Oakwood Cemetery beigesetzt.

## Familienleben
Jones heiratete Georgena Caroline Bird aus Montgomery im Jahr 1866. Sie hatten 13 gemeinsame Kinder.